# Epidemia amicetus
Epidemia amicetus är en fjärilsart som beskrevs av Doubleday 1847. Epidemia amicetus ingår i släktet Epidemia och familjen juvelvingar. Inga underarter finns listade i Catalogue of Life.